# آملیا وگا
 آملیا وگا (انگلیسی: Amelia Vega؛ زادهٔ ۷ نوامبر ۱۹۸۴) یک مانکن (فرد)، و خواننده اهل جمهوری دومینیکن است.
او به نمایندگی از جمهوری دومینیکن در مسابقات دوشیزه جهان در سال ۲۰۰۳ شرکت کرد و برنده شد.